# Cyrtodactylus ingeri
Cyrtodactylus ingeri este o specie de șopârle din genul Cyrtodactylus, familia Gekkonidae, ordinul Squamata, descrisă de Hikida 1990. Conform Catalogue of Life specia Cyrtodactylus ingeri nu are subspecii cunoscute.